# Хайлинь
Хайли́нь (кит. упр. 海林, пиньинь Hǎilín) — городской уезд городского округа Муданьцзян провинции Хэйлунцзян (КНР). Название городского уезда происходит от названий двух существовавших здесь раньше уездов Синьхай и Улинь.

## История
Во времена Китайской республики эти земли входили в состав уезда Нинъань (宁安县). 15 августа 1946 года северная часть уезда Нинъань была выделена в отдельный уезд Синьхай (新海县) провинции Суйнин. В октябре 1946 года эта провинция была преобразована в Специальный район Муданьцзян (牡丹江专区). В августе 1947 года специальные районы Муданьцзян и Дунъань были объединены в провинцию Муданьцзян (牡丹江省). В июле 1948 года решение о создании провинции Муданьцзян было отменено, и эти земли вошли в состав провинции Сунцзян. 4 октября 1948 года уезды Улинь (五林县) и Синьхай были объединены в уезд Хайлинь (海林县).
В 1954 году провинция Сунцзян была присоединена к провинции Хэйлунцзян. В 1956 году уезд Хайлинь был расформирован, а его территория разделена между уездами Нинъань, Линькоу и городом Муданьцзян. 30 октября 1962 года решением Госсовета КНР уезд Хайлинь был восстановлен. В октябре 1983 года был образован городской округ Муданьцзян, и уезд Хайлинь вошёл в его состав. 28 июля 1992 года уезд Хайлинь был преобразован в городской уезд.

## Административное деление
Городской уезд Хайлинь делится на 8 посёлков.
| № | Название | Название (кит.) | Статус  | Население чел. (2010) | На карте                         |
| - | -------- | --------------- | ------- | --------------------- | -------------------------------- |
| 1 | Хайлинь  | 海林镇          | поселок | 144.443               | 44°34′52″ с. ш. 129°22′58″ в. д. |
| 2 | Чантин   | 长汀镇          | поселок | 31.215                | 44°28′11″ с. ш. 128°55′13″ в. д. |
| 3 | Чайхэ    | 柴河镇          | поселок | 24.688                | 44°45′53″ с. ш. 129°40′54″ в. д. |
| 4 | Шаньши   | 山市镇          | поселок | 21.328                | 44°34′44″ с. ш. 129°05′49″ в. д. |
| 5 | Синань   | 新安朝鲜族镇    | поселок | 19.025                | 44°27′03″ с. ш. 129°06′18″ в. д. |
| 6 | Хэндао   | 横道镇          | поселок | 16.241                | 44°48′42″ с. ш. 129°03′57″ в. д. |
| 7 | Эрдао    | 二道镇          | поселок | 12.316                | 45°06′31″ с. ш. 129°44′17″ в. д. |
| 8 | Саньдао  | 三道镇          | поселок | 9.629                 | 45°18′00″ с. ш. 129°46′12″ в. д. |